# Alf Hansen (calciatore)
Alf Hansen (25 agosto 1899 – 26 aprile 1988) è stato un calciatore norvegese, di ruolo centrocampista.

## Carriera

### Club
Hansen giocò con la maglia del Sarpsborg.

### Nazionale
Conta una presenza per la Norvegia. Il 6 giugno 1926, infatti, fu in campo nella vittoria per 2-5 in casa della Finlandia.